# 易京之戰
易京之戰是中国东汉末年军阀混战时期，袁紹與公孫瓚的最後一戰。
汉献帝建安三年（198年），袁绍率兵攻公孫瓚。公孫瓚只守不攻，袁紹遂設下伏兵。公孫瓚中伏後，心知必敗，逃回城中自殺。

## 背景
公孫瓚在殺害劉虞後，天災引起糧荒。公孫瓚自從在鮑丘敗給劉虞舊部、烏桓及袁绍聯軍後元氣大傷，故築起易京城樓並屯積糧食，欲休兵力耕。

## 過程
建安三年（198年）公孫瓚首先派其子公孫續往黑山求救兵，本欲出兵攻擊袁绍後方，但被關靖勸止。
建安四年（199年）春，公孫瓚力守下袁绍久攻不下，黑山張燕救兵將近，適逢袁绍截下公孫瓚派出使者求救，袁绍遂設下伏兵引公孫瓚出戰。公孫瓚中伏後退還易京，袁绍用地道破壞其城樓。
公孫瓚心知必敗，先將其姊妹妻子全部縊死，然後引火自焚，在公孫瓚自焚時，袁紹士兵登上公孫瓚所在高臺並將其斬首。

## 結果
袁紹於此戰中成功統一河北，再無後顧之憂，意欲南向以爭天下。並於次年（200年）發動官渡之戰。但是袁紹長期與公孫瓚開戰，致袁軍疲弊，士氣低落，加上長年用兵所致之糧荒，兵糧供應嚴重短缺，加上烏巢糧草被曹軍所焚，嚴重打擊袁軍士氣，終為曹操所破。